# Blast (bande dessinée)
Pour les articles homonymes, voir Blast.
Blast est une série de bande dessinée française de Manu Larcenet publiée à partir de 2009 par Dargaud. Le premier tome a obtenu le prix des libraires de bandes dessinées 2010 et le second le Grand Prix RTL de la bande dessinée. Initialement prévue en cinq tomes, la série est finalement composée de quatre tomes.

## Synopsis
- Grasse Carcasse : Polza Mancini est un homme obèse de 38 ans, il était écrivain mais lorsqu'il apprend le décès de son père, il décide de tout laisser tomber et part. Il raconte son histoire lors d'une garde à vue, aux deux policiers qui l'interrogent à propos de ce qu'il a fait à Carole Oudinot. Sous la forme de flashbacks, il raconte tranquillement, en commençant par le jour où il a vu son père mourant. C'est ce jour qu'il a eu son premier blast. Ce terme, qui fait référence au souffle d'une explosion, s'apparente dans le cas de Polza à une explosion perceptive éphémère au cours de laquelle il ressent pleinement le monde qui l'entoure avec une grande fluidité et où se dévoilent alors avec poésie les ressorts cachés de la réalité. L'histoire mélange la garde à vue et les souvenirs racontés par Polza.
- L'apocalypse selon Saint Jacky : toujours en garde à vue, Polza continue son récit et notamment sa rencontre avec Jacky, dealer de campagne. Carole Oudinot, toujours à l'hôpital, meurt des suites de ses blessures.
- La tête la première : alors que sa garde à vue se poursuit, Polza continue son histoire. Il raconte son séjour en hôpital psychiatrique, ainsi que sa rencontre avec Roland Oudinot, père de la fille qu'il est soupçonné d'avoir assassinée.
- Pourvu que les bouddhistes se trompent : le dernier tome de la série conclut l'interrogatoire et dénoue les derniers fils de l'intrigue.

## Personnages
- Polza Mancini : personnage principal, un écrivain de 38 ans.
- Carole Oudinot : victime présumée de Polza
- Bojan : immigré serbe, il vit dans le camp appelé « La république mange misère »
- Jacky Jourdain : dealer de campagne violent, il se fait appeler « saint Jacky ».
- Vladimir et Ilitch : frères marginaux et violents.
- Roland Oudinot : père de Carole, sculpteur, schizophrène. Polza va vers lui parce qu'il lit Les mystères de Rapa Nui à l'hôpital.

## Albums
1. Grasse Carcasse, 6 novembre 2009  (ISBN 978-2-205-06397-4)
2. L'Apocalypse selon Saint Jacky, 8 avril 2011  (ISBN 978-2-205-06759-0)
3. La Tête la première, 5 octobre 2012  (ISBN 978-2-205-07104-7)
4. Pourvu que les bouddhistes se trompent, 7 mars 2014  (ISBN 978-2-205-07273-0)

## Autour de la série

### Diverses références
Dans Blast, Manu Larcenet fait plusieurs fois référence à Jean-Yves Ferri (avec qui il a signé la série Le retour à la terre) :
- Le livre de Polza Mancini, Toute la cuisine que j'aime est édité aux éditions Macarel. Cela fait référence à la bande dessinée Aimé Lacapelle, où le personnage principal répète souvent ce mot occitan.
- Dans le tome 2, Polza découvre un livre intitulé Les Mystères de Rapa Nui, dont l'auteur est John Y. Ferri, ce patronyme faisant directement référence à l'auteur de bande dessinée Jean-Yves Ferri.
- Les strips Jasper, l'ours bipolaire présents dans le tome 4 sont écrits et dessinés par Jean-Yves Ferri.
- Le magazine que Roland lit et montre à Polza dans le tome 4 est Fluide glacial, où Larcenet a débuté en 1994.

Manu Larcenet fait également référence à certains groupes de musique :
- Dans le tome 2, Polza assiste à un concert de rock qui s'avère être un concert du groupe Red Hot Chili Peppers, on reconnait notamment le bassiste Flea et sa tenue squelette. Larcenet avoue dans une interview avoir pris pour modèle la performance live du groupe au Slane Castle en 2003, ce qui constitue une incohérence puisque le concert eut lieu en Irlande, or les événements de la BD sont supposés prendre place dans la campagne du nord de la France. Cela peut cependant aider à situer Blast dans le temps puisque la série ne fait mention nulle part de quelque date que ce soit.
- Dans le tome 3, les paroles de la chanson que chante l'infirmière Sylvie avant d'être agressée par Polza sont librement inspirées de Je veux, de Zaz.
- Dans le tome 3, alors qu'il se baigne, Polza se fait piquer ses affaires par un enfant arborant un T-shirt représentant les lettres S et T. Cela peut faire référence au groupe Suicidal Tendencies.
- Dans le tome 4, Polza porte un T-shirt avec le célèbre astérisque symbole du groupe Red Hot Chili Peppers.

### Projet d'adaptation cinématographique
L'été 2011, au moment de la sortie du Tome 2, Manu Larcenet annonce sur RFI qu'il travaille à une adaptation de Blast au cinéma : « J'ai trouvé un producteur sympa et une toute petite équipe d'amis ou de gens avec lesquels je m'entends bien, a-t-il expliqué. Mais ce sera probablement ma seule expérience en la matière. Je vais mettre dans ce film tout ce dont j'ai rêvé et que j'aime au cinéma : Jim Jarmusch, les frères Coen, des documentaires… »
Le 21 février 2014, Manu Larcenet annonce sur son blog qu'il ne réalisera pas l'adaptation de Blast au cinéma. « Dans un premier temps, assuré d'une totale liberté et, soyons honnêtes, excité comme une puce devant un tel projet qui n'arrive qu'une fois dans une vie, j'ai commencé à écrire le scénario. Après trois versions, j'ai compris assez clairement d'une part  que, dans le milieu du cinéma, quand on vous dit « tu seras libre », ça veut dire en vrai « tu seras sous tutelle ». D'autre part, je crois être absolument incapable de travailler en équipe. »

## Distinctions
- 2010 :
  - prix des libraires de bandes dessinées pour Grasse Carcasse (tome 1)[réf. souhaitée]
  - Sélection officielle du Festival d'Angoulême 2010 pour Grasse Carcasse[réf. souhaitée]
- 2011 :
  - Grand Prix RTL de la bande dessinée pour L'Apocalypse selon saint Jacky (tome 2)[5]
  - Meilleure bande dessinée de l'année selon Lire[6] pour L'Apocalypse selon saint Jacky
- 2015 :
  - Finaliste du grand prix de la critique de l'ACBD[7] pour Pourvu que les bouddhistes se trompent (tome 4)
  - Sélection officielle du Festival d'Angoulême 2015[8] pour Pourvu que les bouddhistes se trompent
- 2016 :  Prix Micheluzzi de la meilleure série étrangère pour l'édition des tomes 3 et 4[réf. souhaitée]